# José Vicente de Unda
José Vicente de Unda y García (Guanare, Capitanía General de Venezuela, 30 de enero de 1777 - Mérida, Estado de Venezuela, 19 de julio de 1840) fue uno de los más eminentes prelados de todo el episcopado venezolano.

## Biografía

### Primeros años y formación
Hijo de José Francisco de Unda, un importante funcionario del gobierno español colonial, y de María Francisca García. Fue bautizado en la Catedral de Guanare, el 2 de febrero del mismo año.
Desde muy tierna edad se distingue por una precoz inteligencia, piedad, obediencia y amor por el estudio. Fueron sus propios padres quienes le enseñaron a leer, y José Alvarado y el presbítero Francisco Alvarado, completaron los primeros rudimentos recibidos en el hogar. Su aprovechamiento por los estudios, le merece en 1787, la beca que correspondía a la Ciudad de Guanare, para entrar en el "Real Colegio Seminario de Caracas" y a la "Universidad de Caracas". En la capital de la provincia, José Vicente fue asiduo al estudio y modelo de condiscipulos por su amor al trabajo, su buen comportamiento y su conducta intachable. Sus buenos procederes y trato amistoso le captaron la benevolencia de todos, de tal manera, que al terminar sus estudios, le costearon el grado de "Maestro en Artes" y "Doctor en Filosofía". Es en la Universidad donde obtiene el título de "Doctor en Teología" el 26 de mayo de 1799. 

### Trayectoria
En el año de 1800 retorna a Guanare, con el beneficio de "Sacristan Mayor de la Iglesia Parroquial", de la ciudad. En 1806 fue nombrado "Cura Coadjutor" de la misma sede. Desde 1807 desempeña con mucho acierto el importante cargo de "Vicario del Partido de Guanare". Manifestaba especial cariño a los niños y jóvenes, a quienes complacía en dar lecciones y aconsejar. Su caridad llegaba hasta ayudarles con su peculio particular cuando alguno de ellos salía a estudiar en algún centro importante. La casa del Presbítero Unda estaba siempre abierta a todos sus feligreses, a los que consideraba como miembros de su propia familia, encontrando en el, cualquiera que fuese su condición, un consejero en sus dudas, un amigo en sus dificultades y un padre en todas sus penas y aflicciones. Pocas veces un hombre ha gozado de tanta popularidad, y ha sido tan venerado y amado por sus conciudadanos, como lo fue José Vicente de Unda. 
En abril de 1810, estalla la Revolución Emancipadora de Venezuela, con la expulsión del Capitán General Vicente Emparan y Orbe; un año después los guanareños, le eligen como su Representante al Congreso Nacional de 1811, y en calidad de miembro de esta asamblea dio su voto de adhesión al Acta de la Declaración de Independencia de Venezuela, el 5 de julio de ese mismo año. Entre las discusiones de aquel día cabe destacar las palabras pronunciadas por este insigne llanero:

"No es mi ánimo entrar a demostrar la justicia, la necesidad y la oportunidad en que nos hallamos de declarar la independencia. dos cosas solo deseo: la primera, acreditar que mi estado eclesiástico ni me preocupa ciegamente a favor de los reyes, ni contra la felicidad de mi patria, y que no estoy imbuido en los pretigios ni antiguallas que se quieren oponer contra la justicia de nuestra resolución que conozco y declaro. La segunda, es que Guanare a quien represento, no se tenga por obstáculo para la independendcia cuando se crea necesaria..."

En marzo de 1812, específicamente el día 6, acontece el pavoroso Terremoto de Caracas de 1812, con daños incalculables a lo largo de todo el Territorio de Venezuela donde sus principales ciudades sucumben ante el fuerte sismo. El Padre Unda, solicita permiso al Congreso, para regresar a Guanare, siendo capturado en el viaje por el Coronel Realista José Yáñez, estando a punto de ser ejecutado. Un año después, fallece a los 74 años, en la Cárcel de Guanare, el Noble Criollo y Patriota Venezolano, José Ignacio del Pumar y Traspuesto, Marqués del Pumar, Vizconde del Pumar, Marqués del Mazparro y el Boconó; José Vicente en vista de las circunstancias presentes protege a la viuda de este insigne caballero, Micaela del Callejo, y la ayuda a regresar a Barinas. 
Cuando el 1 de julio de 1813 Simón Bolívar llega a Guanare, en su Campaña Admirable y poco después de haber Proclamado su Decreto de Guerra a Muerte , el Doctor Unda procuró impedir la matanza de algunos honorables españoles establecidos desde años atrás en la ciudad de Guanare; es así como salva la vida de Don Luis Gonzalo, empleado de la "Real Hacienda de Guanare", escondiéndolo por muchos días detrás del retablo del altar mayor de la Iglesia Parroquial.
Cuatro meses después Guanare caía nuevamente en poder de los realistas quienes apresaron al Doctor Unda y a su hermano, el también sacerdote José Antonio Unda, y a otros patriotas que habían manifestado su franca adhesión a la Independencia de Venezuela. En noviembre de ese mismo año, el sanguinario Coronel Antonio Puig, antes de abandonar la Ciudad, ordenó la ejecución de los apresados. Los Hermanos Unda  se salvan de una muerte inminente gracias a la ayuda de una esclava que atrancó la puerta del cuarto donde estaban los dos sacerdotes.
La obra importante del Presbítero José Vicente de Unda, fue la fundación del primer Liceo establecido en Venezuela, el Colegio San Luis Gonzaga , de la Ciudad de Guanare. A este fin se destinaron, el Local y las rentas del Convento de los Franciscanos de Guanare, acción erigida por un Rescripto Papal, de su Santidad Gregorio XVI . Muchos fueron los guanareños que aportaron sus bienes al establecimiento de este Colegio, donde se contó inmediatamente con más de 100 alumnos, procedentes de distintas partes del occidente del país. La fama y nombradía de que gozo tan respetada institución debe atribuirse no solamente a la disciplina y buena marcha que el Doctor Unda supo darle a sus estudios, sino también a la buena reputación y grande aprecio que gozaba aún fuera de a Guanare; no es de extrañar que en 1831 la Ciudad de Barinas le eligiera como su representante al Senado del Congreso de Venezuela, puesto que desempeñó en esa cámara de manera honorable, hasta haberle escogido como su presidente.

## Episcopado

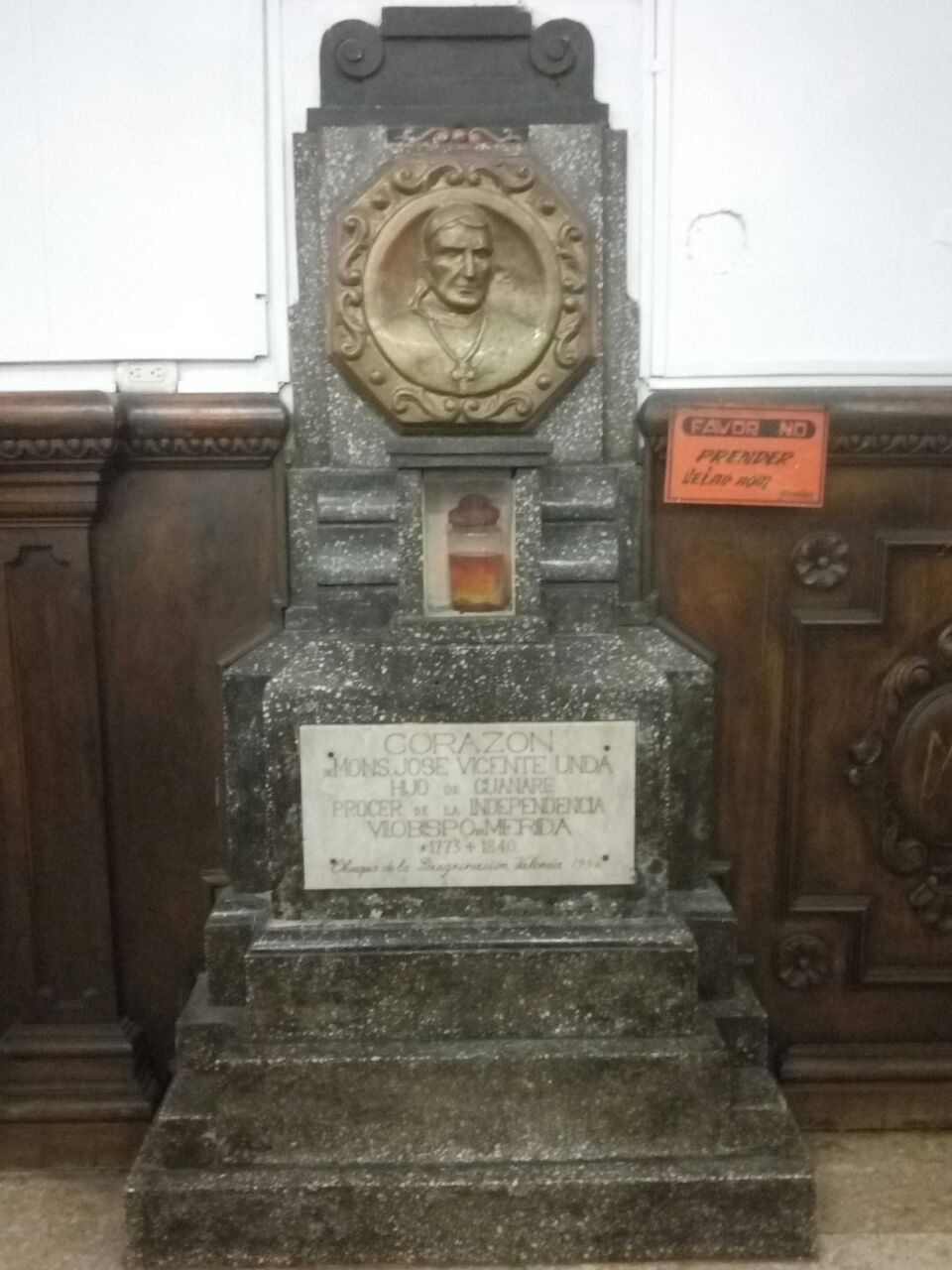
Altar del Corazón de Monseñor José Vicente de Unda, en la nave izquierda de la Basílica de Nuestra Señora de Coromoto.

En 1835, la Iglesia Venezolana, necesitaba nuevamente de sus servicios, para ocupar la sede vacante de la Diócesis de Mérida, recibiendo su Consagración epicopal de manos del Arzobispo de Caracas Ramón Ignacio Méndez, en la Iglesia Catedral de San Francisco de Caracas, el 27 de noviembre de 1836. 

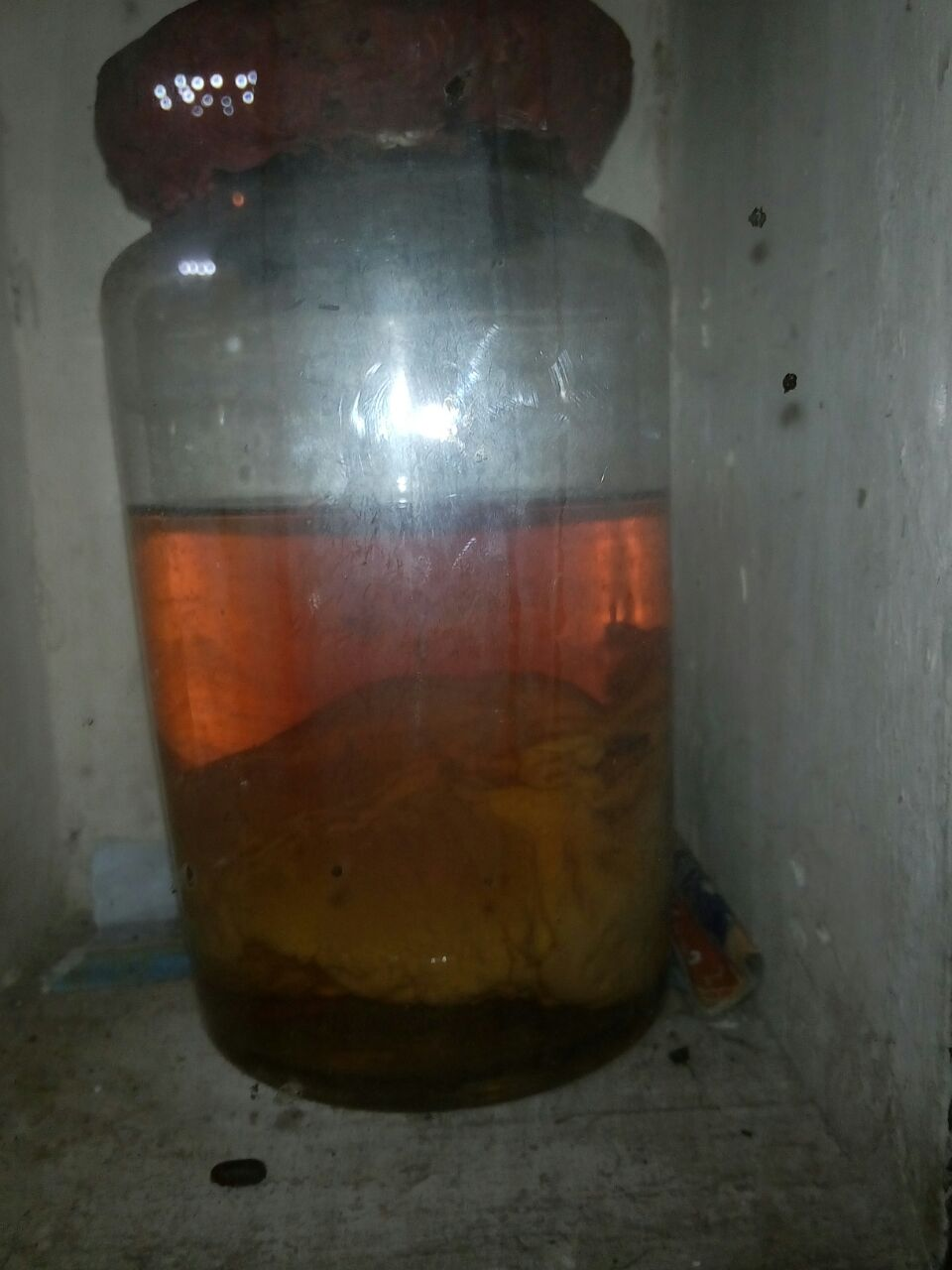
Corazón de Monseñor José Vicente de Unda.

Mérida, lo recibe con júbilo y vivas de complacencia; pero su episcopado fue demasiado corto, pues apenas duró 4 años, Monseñor Unda fallece el 19 de julio de 1840. Fuerte de constitución física y gozando de buena salud; su naturaleza no pudo, sin embargo, adaptarse a la temperatura fría y húmeda de los Andes de Venezuela.[cita requerida]

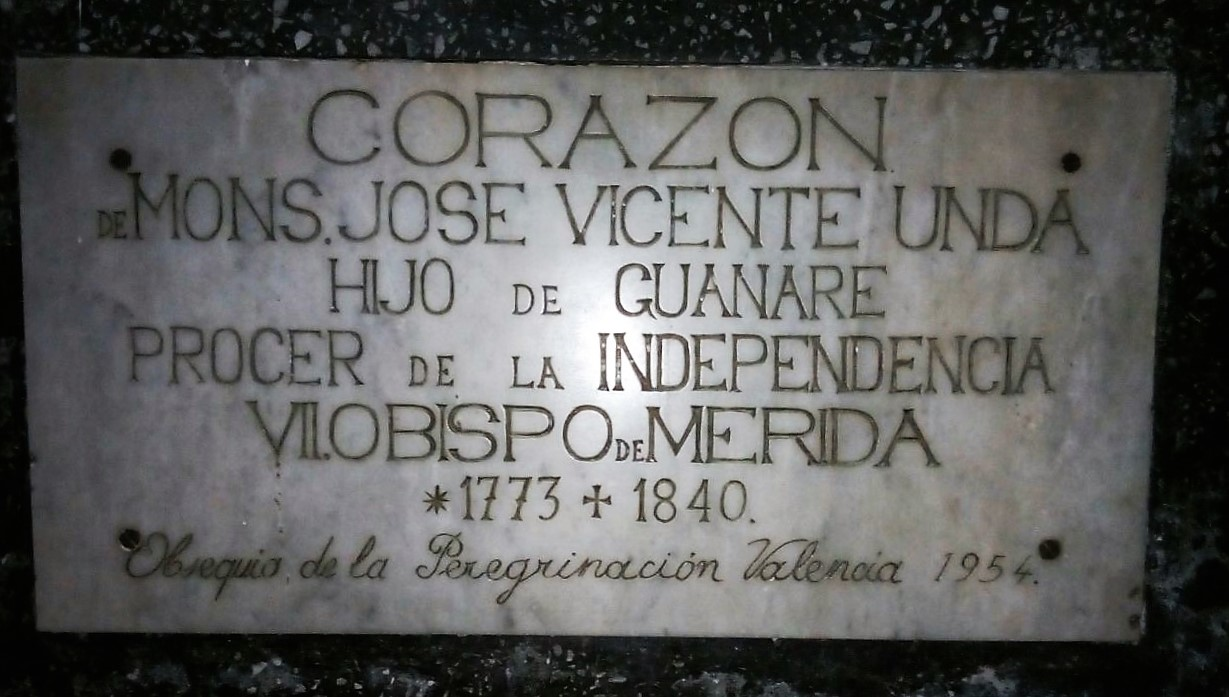
Placa del Altar al Corazón de Monseñor José Vicente de Unda

Quiso y ordenó que después de su muerte su Corazón fuese llevado a Guanare, y se conservara en medio de sus conciudadanos y hermanos. El Corazón de Monseñor Unda está guardado en el altar izquierdo de la Basílica de Nuestra Señora de Coromoto.
El nombre actual de su provincia natal es Estado Portuguesa, nombre que hace referencia al río "La Portuguesa", el cual recibió ese nombre debido a una mujer de nacionalidad portuguesa que durante la época de la colonia, murió ahogada en ese río, antiguamente conocido como río Temerí. Actualmente se considera que ese lamentablemente suceso, por demás común, no tiene los méritos para darle el nombre al Estado. Por tal motivo, en junio de 2016 empezó a tomar fuerza un movimiento para solicitar el cambio de nombre al Estado Portuguesa para que sea denominado oficialmente como Estado Unda, en justo y merecido reconocimiento al insigne prócer guanareño Monseñor José Vicente de Unda.